# Per Eriksson (friidrottare)
Per Eriksson, född 11 april 1925 i Nyhammar (Grangärde), Ludvika, död 6 oktober 2016 i Uppsala, var en svensk friidrottare som tävlade i tiokamp för Söderhamns IF, Ljusne AIK och Arbrå IK. Eriksson var sjua i tiokamp vid OS i London. Han tog silver vid Nordiska mästerskapen 1949, 1950 och 1953. Han blev svensk mästare i femkamp 1946–1948 samt 1951–1953 och i tiokamp 1948 och 1953–1956.
Eriksson utsågs år 1952 till Stor grabb nummer 157 och är far till Thomas Eriksson, även han friidrottare och Stor grabb.

## Personliga rekord
- Tiokamp: 6325 poäng[a] (Arbrå 27 augusti 1950). Serie[b]: 11.2 s, 6.56 m, 12.13 m 180 cm, 52.6 s, 16.2 s, 38.64 m, 3.55 m 54.38 m, 4:38.6 min[6]